# Schloss Pöls

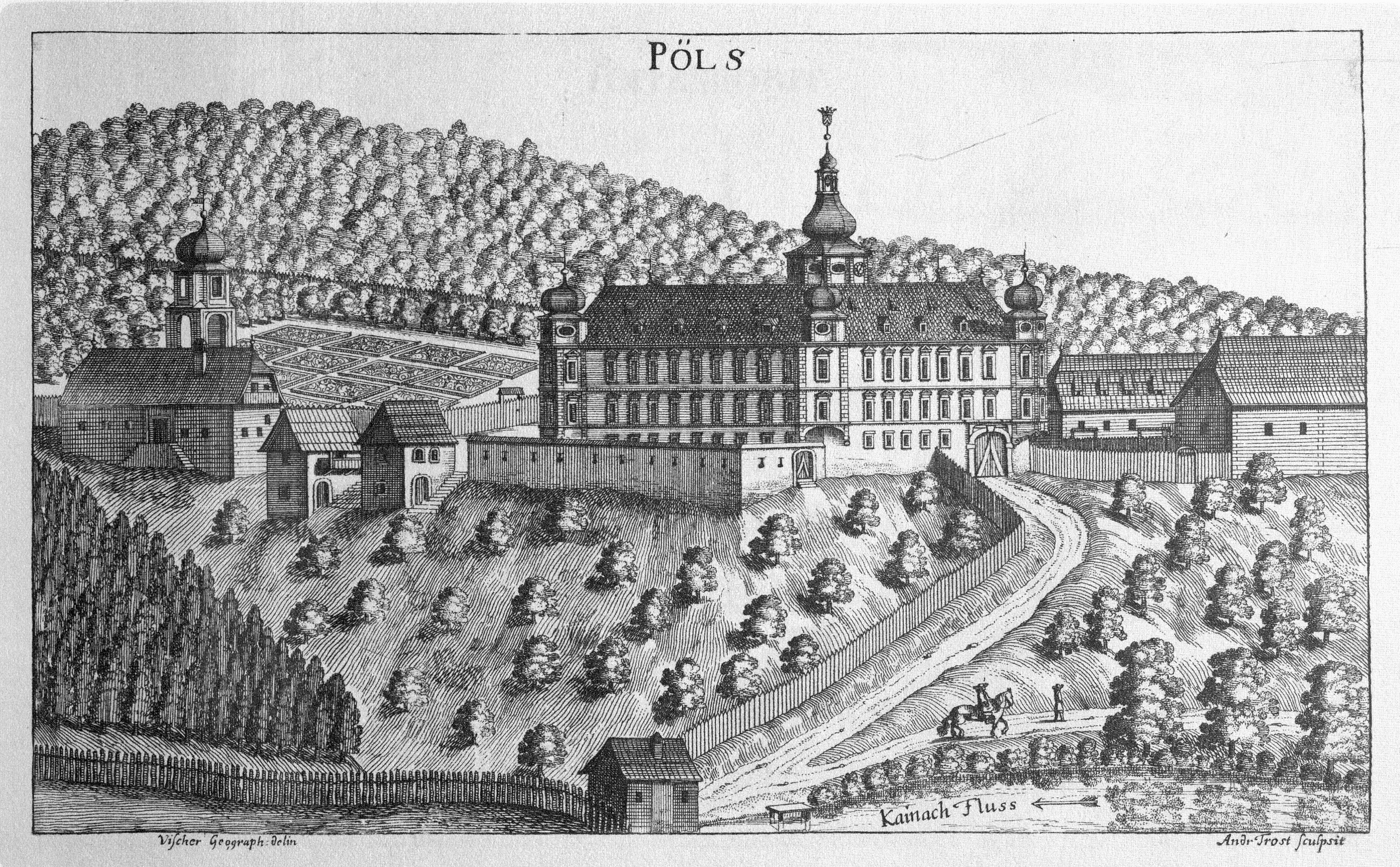
Schloss Pöls in der Topographia Ducatus Stiria von Vischer

Das Schloss Pöls ist ein Schloss in der Gemeinde Dobl-Zwaring in der Steiermark. Seine Geschichte führt bis in die Mitte des 13. Jahrhunderts zurück. Es befindet sich in Privatbesitz.

## Standort
Das Schloss steht auf einer kleinen Anhöhe am rechten Ufer der Kainach.

## Geschichte
Die erste urkundliche Erwähnung des Anwesens als Salzburger Zehenthof erfolgte im Jahr 1244. Gegen Ende des 16. Jahrhunderts wurde der Hof von den Grafen Saurau ausgebaut. Zwischen 1794 und 1801 war das Schloss im Besitz von Ludwig Graf Galler, welcher darin eine Brauerei einrichtete. 1855 wurde das Anwesen durch Friederike von Washington aus ihrer Hochzeitsausstattung gekauft. Ihr Ehemann Maximilian Emanuel von Washington widmete sich in der Folge dem Ausbau von Schloss Pöls zu einem landwirtschaftlichen Mustergut. Friederike von Washington war als gebürtige Herzogin von Oldenburg eine Schwester der Königin Amalie von Griechenland (diese war verehelicht mit König Otto I. aus dem Hause Wittelsbach) sowie Cousin 1. Grades von Kaiser Franz Josef I. von Österreich. Der Besitz kam somit in die Hand der Freiherrn von Washington, entfernte Verwandte des ersten US-Präsidenten. George von Washington, der Sohn von Friederike und Maximilian Emanuel von Washington, überschrieb 1924 seinen gesamten Besitz an seine 2. Frau, Maria v. W., verw. Kreuzig. Diese verkaufte 1928 das Schloss mitsamt den dazugehörigen Grundbesitz an den Gewerken Ernst Mahla. Dieser übertrug nach Verkauf eines großen Teils des Grundbesitzes an das österreichische Bundesheer das Schloss an seine Schwester Elisabeth Allesch von Allfels deren Nachfahren dieses seither Eigentümer sind. Das Schloss wurde im Jahr 1929 renoviert. Im 2. Weltkrieg wurde das Schloss durch russische Besatzungstruppen teilweise geplündert und stark beschädigt. So verwendeten Sowjetsoldaten alte Gemälde als Kulissen für Theateraufführungen im Garten. Das Schloss verfügt über hofseitige Arkaden, barocke Stuckdecken im Nordflügel aus den Jahren 1680 und 1770 sowie großflächige Deckengemälde.

## Beschreibung
Das Schloss ist ein dreigeschoßiger Zweiflügelbau. Im Hofeck befindet sich ein eingestellter, im Obergeschoß achteckiger Stiegenturm mit Spitzhelm und einem Arkadengang. An den Gebäudeecken befinden sich auf Säulen sitzende Kragstein-Erker, die ursprünglich von Zwiebelhelmen überdacht wurden.
Im Inneren des Schlosses findet man zwei aus der Zeit um 1770 stammende Rokoko-Stuckdecken. Die Stuckdecke im zweiten Obergeschoß hat ein eingelassenes Deckenbild mit Venus und Amor aus dem ersten Viertel des 18. Jahrhunderts.
Im ersten Obergeschoß des nördlichen Flügels befindet sich die ehemalige Schlosskapelle. Sie hat zwei gekuppelte Rundbogenfenster. Die reichen Stuckarbeiten stammen aus der Zeit zwischen 1660 und 1670 und sind mit Arbeiten des Johannes Baptist Cherubini verwandt.
Das Wirtschaftsgebäude des Schlosses wurde laut einer Inschrift im Jahr 1739 erbaut.